# 里弗維尤 (特拉華州)
里弗維尤（英語：Riverview）是位於美國特拉華州肯特縣的一個人口普查指定地區。

## 地理
里弗維尤的座標為39°01′35″N 75°30′39″W / 39.02639°N 75.51083°W，而該地最高點為海拔高度8米（即26英尺）。

## 人口
根據2010年美國人口普查的數據，里弗維尤的面積為9.50平方千米，當中陸地面積為9.30平方千米，而水域面積為0.20平方千米。當地共有人口2456人，而人口密度為每平方千米258人。